# سینما اندیشه (تربت حیدریه)
سینما اندیشه یک سینما در شهر تربت حیدریه، ایران است.
این سینما پس از نوسازی در سال ۱۳۹۳ بازگشایی شده‌است.